# Esporte Clube Miranorte
O Esporte Clube Miranorte é um clube de futebol brasileiro, sediado na cidade de Miranorte, no Estado de Tocantins.

## História
O Miranorte foi fundado no dia 3 de janeiro de 1995 . Na Copa Tocantins de 1997, terminou na última colocação entre as oito equipes participantes. Sua única participação no Campeonato Tocantinense ocorreu em 1998, quando conseguiu chegar às semifinais, quando perdeu a vaga na decisão para o Palmas. Na primeira partida, em 17 de maio, houve um empate em 1 a 1; no segundo confronto, dia 24 de maio, o Miranorte foi derrotado pelo placar mínimo.
Chegou a se inscrever no campeonato tocantinense de 2001, mas acabou por abandonar a competição.

## Desempenho em competições oficiais
Campeonato Tocantinense
| Ano  | 1998 |
| Pos. | 4º   |
| ---- | ---- |